# Fabrice Bénichou
Pour les articles homonymes, voir Bénichou.
Fabrice Bénichou est un boxeur et acteur français, né le 5 avril 1965 à Madrid. Il est champion du monde de boxe en 1989.

## Biographie
Se faisant remarquer à l'âge de seize ans lors d'une bagarre au cours d'un match de football en Israël, Fabrice Bénichou prend deux ans plus tard une licence professionnelle de boxe au Luxembourg. S'ensuivent trois titres de champion du monde des supers-coqs, et deux titres de champion d'Europe des poids coqs et plumes.
Le boxeur prend sa retraite en 1998. Puis, en 2004, c'est sur le grand écran qu'il revient avec le film Noble Art. Trois ans plus tard, il publie ses mémoires, sous le titre évocateur de Putain de vie.
Fabrice Bénichou a participé en tant qu'acteur à l'exposition Virtual fight and lymphatique de Damien Odoul ; à la galerie Kamel Mennour en 2008 ainsi qu'à la création Mefausti mis en scène par Damien Odoul aux Bouffes du Nord en 2011 dans le rôle de Cornelius.
Après avoir obtenu son brevet d'éducateur sportif en 2011, Fabrice Bénichou a développé son activité professionnelle d'entraîneur. En 2012, il est interné à la suite d'une tentative de suicide. En 2014, il sort son deuxième ouvrage : Mon dernier combat.

## Palmarès
66 combats pour 46 victoires, dont 23 avant la limite.
- champion du monde IBF des super-coqs.
- double champion d'Europe des poids coqs et plumes.

## Fabrice Bénichou au cinéma
- Le cinéaste Pascal Deux a réalisé un documentaire consacré à Fabrice Bénichou, Noble Art, sorti en 2004.
- Fabrice Bénichou est un joueur anonyme dans le film Le monde nous appartient de Stephan Streker.